# Формула Остроградского — Гаусса
Фо́рмула Остроградского — Гаусса связывает поток непрерывно-дифференцируемого векторного поля через замкнутую поверхность и интеграл от дивергенции этого поля по объёму, ограниченному этой поверхностью.
Формула применяется для преобразования объёмного интеграла в интеграл по замкнутой поверхности и наоборот.

## Формулировка
Поток вектора {\displaystyle \mathbf {a} } через замкнутую поверхность {\displaystyle S} равен интегралу от {\displaystyle \operatorname {div} \mathbf {a} ,} взятому по объему {\displaystyle V}, ограниченному поверхностью {\displaystyle S}
{\displaystyle \iint \limits _{S}\mathbf {a} \cdot d\mathbf {s} =\iiint \limits _{V}\operatorname {div} \mathbf {a} \cdot d\mathbf {v} }
В координатной записи формула Остроградского — Гаусса принимает вид:
{\displaystyle \iint \limits _{S}a_{x}\,dy\,dz+a_{y}\,dz\,dx+a_{z}\,dx\,dy=\iiint \limits _{V}\left({\frac {\partial a_{x}}{\partial x}}+{\frac {\partial a_{y}}{\partial y}}+{\frac {\partial a_{z}}{\partial z}}\right)\,dx\,dy\,dz}
{\displaystyle a_{x},a_{y},a_{z}} - проекции вектора {\displaystyle \mathbf {a} }
Следствия из теоремы Остроградского — Гаусса:
1) в бездивергентном поле ({\displaystyle \operatorname {div} \mathbf {a} =0}) поток вектора {\displaystyle \mathbf {a} } через любую замкнутую поверхность {\displaystyle S}, являющуюся полной границей некоторого тела {\displaystyle V}, равен нулю.
2) если внутри замкнутой поверхности {\displaystyle S} имеется источник или сток, то поток вектора {\displaystyle \mathbf {a} } через эту поверхность, убывающий с расстоянием как {\displaystyle 1/r^{2}}, не зависит от её формы.

### Замечания
В работе Остроградского формула записана в следующем виде:
{\displaystyle \int \left({\frac {dP}{dx}}+{\frac {dQ}{dy}}+{\frac {dR}{dz}}\right)d\omega =\int (P\cos \alpha +Q\cos \beta +R\cos \gamma )\,ds,}
где {\displaystyle d\omega } и {\displaystyle ds} — дифференциалы объёма и поверхности соответственно. {\displaystyle P=P(x,\;y,\;z),\;Q=Q(x,\;y,\;z),\;R=R(x,\;y,\;z)} — функции,
непрерывные вместе со своими частными производными первого порядка в замкнутой области пространства, ограниченного замкнутой гладкой поверхностью.
Современная запись формулы:
{\displaystyle \int \left({\frac {dP}{dx}}+{\frac {dQ}{dy}}+{\frac {dR}{dz}}\right)d\Omega =\int (P\cos \alpha +Q\cos \beta +R\cos \gamma )dS,}
где {\displaystyle \cos \alpha \,{dS}={dy}{dz}}, {\displaystyle \cos \beta \,{dS}={dz}{dx}} и {\displaystyle \cos \gamma \,{dS}={dx}{dy}}. В современной записи {\displaystyle \omega =d\Omega } — элемент объёма, {\displaystyle s=dS} — элемент поверхности.
Обобщением формулы Остроградского является формула Стокса для многообразий с краем.

## История
Впервые теорема была установлена Лагранжем в 1762.
Общий метод преобразования тройного интеграла к поверхностному впервые показал Карл Фридрих Гаусс (1813, 1830) на примере задач электродинамики.
В 1826 году М. В. Остроградский вывел формулу в общем виде, представив её в виде теоремы (опубликовано в 1831 году). Многомерное обобщение формулы М. В. Остроградский опубликовал в 1834 году. С помощью данной формулы Остроградский нашёл выражение производной по параметру от {\displaystyle n}-кратного интеграла с переменными пределами и получил формулу для вариации {\displaystyle n}-кратного интеграла.
За рубежом формула, как правило, называется «теоремой о дивергенции» (англ. divergence theorem), иногда — формулой Гаусса или «формулой (теоремой) Гаусса — Остроградского».